# Guillermo de Gloucester (1941-1972)
Guillermo de Gloucester (William Henry Andrew Frederick; Hertfordshire, Reino Unido, 18 de diciembre de 1941 - Wolverhampton, Reino Unido, 28 de agosto de 1972), fue el primogénito de los anteriores duques de Gloucester, Enrique y Alicia. Fue, por tal motivo, miembro de la familia real británica, príncipe del Reino Unido y heredero al ducado de Gloucester desde su nacimiento, en 1941, hasta su muerte, en 1972. Fue el hermano mayor del actual duque de Gloucester,  Ricardo.

## Biografía
Guillermo nació en Hadley Common, Hertfordshire, como el primogénito del príncipe Enrique, duque de Gloucester, y lady Alicia Montagu-Douglas-Scott. Su padre era hijo menor del rey Jorge V y hermano de Jorge VI. Fue bautizado en el castillo de Windsor y sus padrinos fueron el rey Jorge VI, la reina María, la princesa Elena Victoria, lady Margaret Hawkins, lord William Montagu-Douglas-Scott y lord Gort. 
El príncipe creció entre Barnwell Manor, Northamptonshire, y Australia, donde su padre era gobernador general. Se educó en Wellesley House School y en el Eton College, antes de asistir al Magdalene College, de Cambridge, en el que estudió Historia y por el que obtuvo un Bachelor y un Master of Arts. Tras terminar en Cambridge hizo estudios de posgrado de Ciencias Políticas, Historia americana y Negocios en la Universidad de Stanford.
Al regresar a Inglaterra trabajó para Lazard y luego ingresó al servicio diplomático inglés, siendo el segundo de la Familia Real en servir en el Foreign Office tras su tío el duque de Kent. En 1965 se unió a la Cancillería de la Mancomunidad de Naciones y fue enviado a Lagos, primero, y a Tokio, después. Sin embargo, dejó el servicio cuando en 1970 se le detectó porfiria, el descendiente más reciente de Jorge III en padecerla, y se vio obligado a regresar a Inglaterra, donde empezó a llevar funciones públicas y a actuar como consejero de Estado de la reina.
Poseedor de la licencia de piloto y propietario de varios aviones, el príncipe gustaba competir en carreras de espectáculos aéreos para aficionados. El 28 de agosto de 1972, mientras participaba en la competencia aérea internacional de Goodyear en Wolverhampton, su avión, tras perder altitud, se estrelló contra un árbol e impactó en la tierra, estallando en llamas. El príncipe y su único acompañante, otro piloto aficionado con el que solía correr, fallecieron. Su padre, el príncipe Enrique, estaba tan mal de salud en ese momento, que su madre dudó si decírselo. Más tarde, admitió en sus memorias que no lo sabía, pero que era posible que se hubiera enterado por las noticias en televisión. Fue enterrado en el Real Cementerio de Frogmore. 
A pesar de que no se le reconoce al príncipe ninguna novia oficial, en 2012 el Daily Mail hizo pública una entrevista a Zsuzsi Starkloff, una antigua azafata judío-húngara con quien el príncipe mantuvo una larga relación y con quien planeaba comprometerse, a pesar de la oposición de la Familia Real por ser Starkloff dos veces divorciada y madre de dos hijos. Ambos se conocieron en Japón. Starkloff alega que mantuvieron una relación hasta su trágica muerte.

## Títulos
| ● 18 de diciembre de 1941-28 de agosto de 1972: | Su alteza real el príncipe Guillermo Enrique Andrés Federico de Gloucester |